# Złodziej tożsamości
Złodziej tożsamości, polski tytuł alternatywny Złodziejka tożsamości (ang. Identity Thief, stary tytuł ID Theft) – amerykańska komedia kryminalna z 2013 roku w reżyserii Setha Gordona. Wyprodukowany przez Universal Pictures. W filmie występują Jason Bateman i Melissa McCarthy.
Światowa premiera filmu miała miejsce 8 lutego 2013, natomiast w Polsce premiera odbyła się 15 marca 2013.

## Opis fabuły
Sandy Patterson (Jason Bateman) jest pracującym w Denver menedżerem i ojcem rodziny. Pewnego dnia nieświadomie podaje swoje dane Dianie (Melissa McCarthy), działającej na Florydzie złodziejce tożsamości. Kobieta opróżnia konta Sandy'ego i pod jego nazwiskiem coraz odważniej łamie prawo. Policjanci uważają, że to Patterson popełnił przestępstwa w Miami i odmawiają poszukiwań prawdziwej sprawczyni. Zdesperowany mężczyzna leci na Florydę, by osobiście złapać Dianę.

## Obsada
- Jason Bateman jako Sandy Bigelow Patterson
- Melissa McCarthy jako Diana / Dawn Budgie / Sandy Bigelow Patterson / Julia / Margie / Tina VanWessengarden
- T.I. jako Julian
- Jon Favreau jako Harold Cornish
- Amanda Peet jako Trish Patterson
- Genesis Rodriguez jako Marisol
- Morris Chestnut jako detektyw Reilly
- John Cho jako Daniel Casey
- Robert Patrick jako detektyw
- Eric Stonestreet jako Wielki Chuck
- Maggie Elizabeth Jones jako Jessie Patterson
- Clark Duke jako Everett
- Ben Falcone jako Tony